# 필킹턴 (기업)
필킹턴(Pilkington)은 영국 랭커셔주 라톰(Lathom)에 본사를 둔 유리 제조 회사이다. 영국의 여러 법인을 포함하고 있으며 일본 회사인 일본판유리(日本板硝子, Nippon Sheet Glass, NSG)의 자회사이다. 이전에는 런던 증권거래소에 상장된 독립 회사였으며 FTSE 100 지수의 구성 요소였다.
1826년에 세인트헬렌스크라운글래스컴퍼니(St Helens Crown Glass Company)라는 사명으로 설립된 이 회사는 원래 본사가 있던 세인트헬렌스(St Helens)에서 가장 큰 고용주로 점차 성장했다. 그린올(Greenall)가(家)와의 파트너십이 종료된 후 1845년에 필킹턴 브라더스(Pilkington Brothers)로 사명이 바뀌었고 사업은 계속 확장되어 1894년 회사가 설립된 후 필킹턴 브라더스 리미티드(Pilkington Brothers Limited)가 되었다. 1903년에 이 회사는 영국의 유일한 판유리의 주요 제조업체가 되었다. 1차 세계 대전 이후 필킹턴은 영국에 남아 있는 두 개의 대형 유리 제조업체 중 하나였으며 다른 하나는 찬스 브라더스(Chance Brothers)였다. 회사는 찬스의 지분을 점차 확대하여 1951년에 찬스를 완전히 인수했다.
이 회사는 제2차 세계 대전 동안 강력한 성과를 거두었고 모든 전시 요구를 충족했으며 전쟁의 여파 속에서 상대적으로 강력한 위치에 올랐다. 1950년대에 필킹턴 직원 알라스테어 필킹턴(Alastair Pilkington, 가족 관계 없음)과 케네스 비커스태프(Kenneth Bickerstaff)가 플로트 유리 공정을 발명했다. 회사는 로열티 지불 대가로 이 새로운 프로세스를 사용하기 위해 다른 많은 제조업체의 라이선스 계약을 활용했다. 1960년대와 1970년대에 걸쳐 필킹턴은 제조 현장에 막대한 투자를 하고 수많은 해외 경쟁업체를 인수했다. 또한 트리플렉스 안전 유리에 대한 지배 지분을 통해 강화 및 접합 안전 유리의 주요 세계 공급업체가 되었다.
1970년에 필킹턴은 런던 증권 거래소에 상장 회사로 상장되었다. 이전에 회사는 필킹턴가의 후손과 여러 직원 신탁의 조합이 소유하고 있었다. 1985년 말, 필킹턴은 BTR 인더스트리스의 적대적 인수 입찰의 대상이 되었지만 성공적으로 무산되었다. 1990년대에 필킹턴이 플로트 유리 시장을 장악하고 있기 때문에 카르텔을 조직했다는 주장이 제기되는 가운데 미국 정부와 필킹턴은 여러 라이선스 조건에서 다른 기업을 해방시키는 제안된 동의 법령을 제출했다. 2005년 후반에 회사는 NSG로부터 최초 인수 입찰을 받았다. 필킹턴의 주요 주주들은 두 번째이자 더 관대 한 입찰을 수락했다. 인수는 2006년 6월에 완료되었다. 이후 합병된 회사는 유리 산업의 글로벌 리더십을 놓고 경쟁해 왔다.